# فریتز هانسن
فریتز هانسن (به دانمارکی: Fritz Hansen)، که همچنین به نام جمهوری فریتز هانسن شناخته می‌شود، یک شرکت دانمارکی طراحی مبلمان است. طراحانی که برای فریتز هانسن کار کرده‌اند عبارتند از: آرنه یاکوبسن (۱۹۷۱–۱۹۰۲ میلادی)، پوئل کیارهولم (۱۹۸۰–۱۹۲۹ میلادی)، هنس جی. وگنر (۲۰۰۷–۱۹۱۴ میلادی) و پیت هاین (۱۹۹۶–۱۹۰۵ میلادی). فریتز هانسن همچنین با معماران مبلمان معاصر از جمله هیرومیچی کونو، سیسیلی مانز و کسپر سالتو همکاری می‌کند.

## تاریخچه
فریتز هانسن در سال ۱۸۷۲ میلادی تأسیس شد، زمانی که فریتز هانسن، نجار دانمارکی، شرکت مبلمان خود را تأسیس کرد و در سال ۱۹۱۵ میلادی اولین صندلی خود را با چوب خمیده با بخار معرفی کرد. در سال ۱۹۳۴ میلادی، فریتز هنسن همکاری خود را با آرنه یاکوبسن آغاز کرد که منجر به ایجاد برخی از نمادهای معروف و کلاسیک طراحی دانمارکی از جمله: «مورچه» (۱۹۵۲ میلادی)، «سری ۷» (۱۹۵۵ میلادی)، «جایزۀ بزرگ» (۱۹۵۷ میلادی) شد. «قو» (۱۹۵۸ میلادی)، و «تخم‌مرغ» (۱۹۵۸ میلادی). دیگر همکاری‌های معروف منجر به میز فوق-بیضوی پیت هاین از سال ۱۹۶۸ میلادی شد و در سال ۱۹۸۲ میلادی، فریتز هانسن حقوق بخش عمده‌ای از مجموعۀ مبلمان پوئل کیارهولم را به دست آورد. از دهۀ ۱۹۸۰ میلادی تا هزارۀ جدید، فریتز هانسن طرح‌های جدیدی را به مجموعه اضافه کرده‌ است، از جمله: میز اِسّی (مقاله) اثر: سیسیلی مانز، تی-شماره۱ اثر: تاد براخر، صندلی رین اثر: هیرومیچی کونو، میزهای پلانو اثر: پلیکان دیزاین و سری آیس (یخ) توسط کسپر سالتو.

## شمایل‌های طراحی

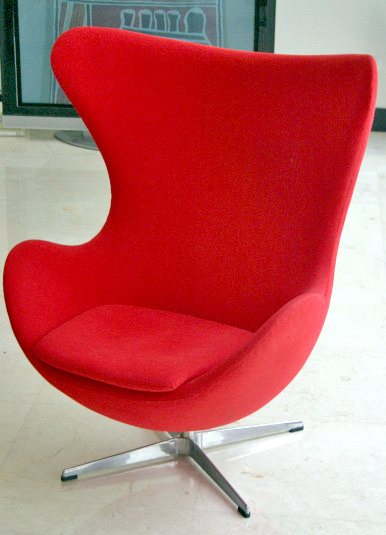
«صندلی تخم‌مرغ» (۱۹۵۸ میلادی)، اثر: آرنه یاکوبسن
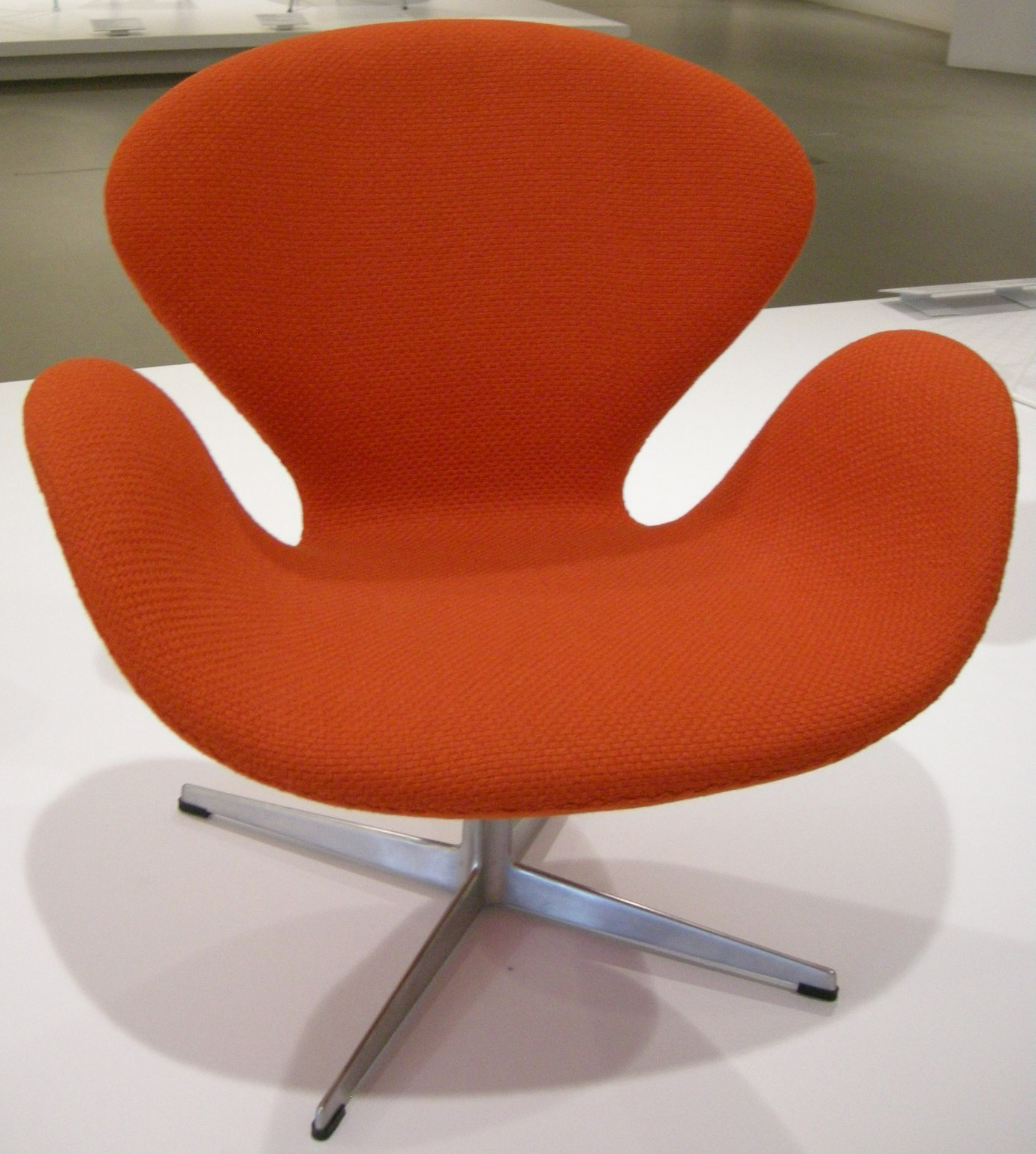
«صندلی قو» (۱۹۵۸ میلادی)، اثر: آرنه یاکوبسن
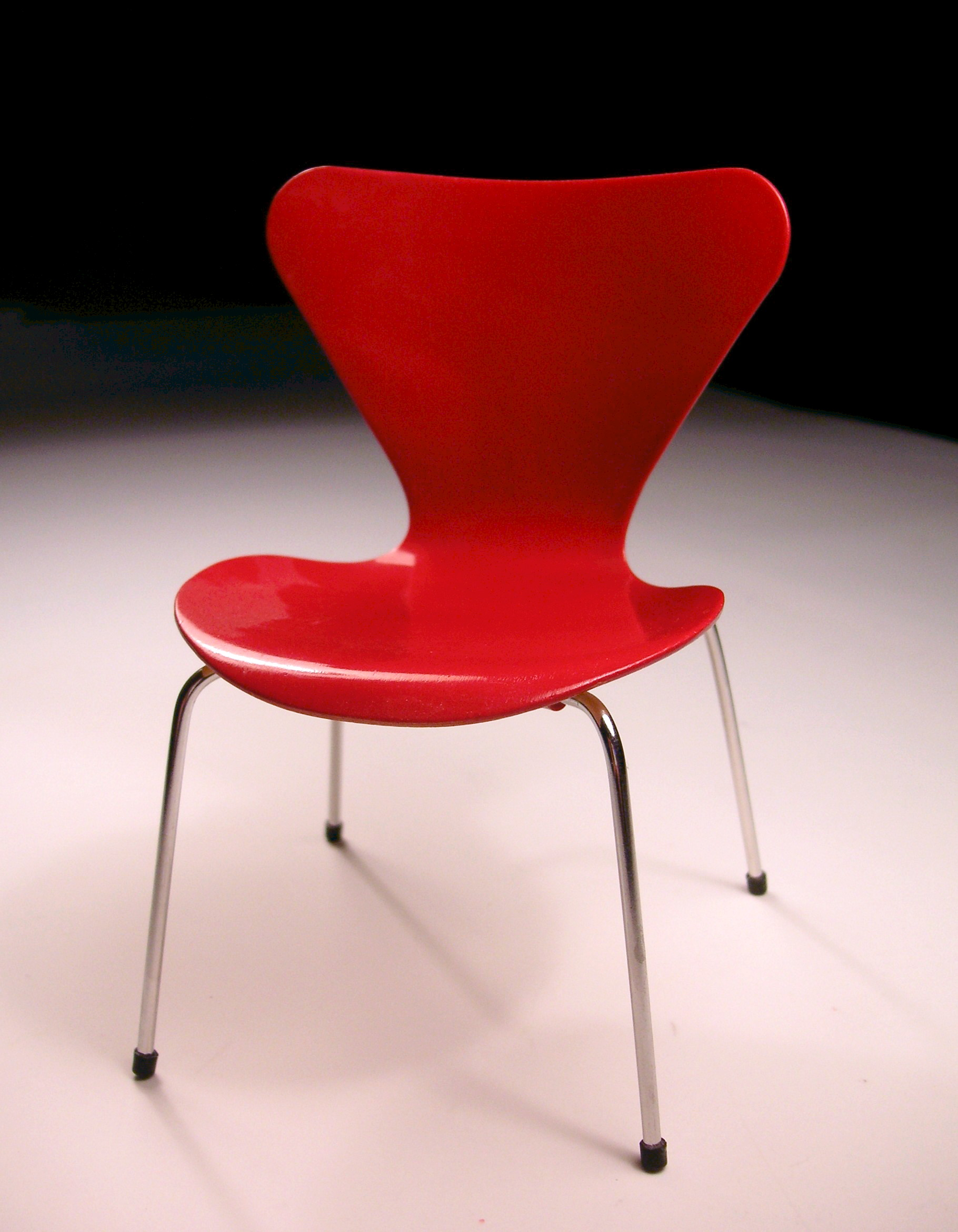
«صندلی سری ۷» (۱۹۵۵ میلادی)، اثر: آرنه یاکوبسن

## طراحان
فریتز هانسن آثار طراحانی مانند: آرنه یاکوبسن، پوئل کیارهولم، سیسیلی مانز، هیرومیچی کونو، پیرو لیسونی، مورتن ووس، برونو ماتسون، تاد براخر، هنس جی. وگنر، هانس اس. یاکوبسن، کسپر سالتو، پلیکان دیزاین، یهس+لاب و پیت هاین را تولید می‌کند.

## سبک
محصولات ساخته شده توسط فریتز هانسن معمولاً مشخصۀ طرح‌های اسکاندیناوی را نشان می‌دهند که در آن عملکرد بر زیبایی‌شناسی غالب است. از این رو، خلاقیت‌های فریتز هانسن عمدتاً طرح‌های مینیمالیستی، با خطوط ظریف و استفادۀ مکرر از چوب را نشان می‌دهد.